# قلعه کهزاد
قلعه کهزاد مربوط به دوره اشکانیان است و در شهرستان رومشکان، بخش سوری، شهر سوری واقع شده و این اثر در تاریخ ۱۸ اردیبهشت ۱۳۸۰ با شمارهٔ ثبت ۳۷۶۰ به‌عنوان یکی از آثار ملی ایران به ثبت رسیده است.